# Эшугбайи Элеко
Эшугбайи Элеко (англ. Eshugbayi Eleko) — Оба (король) Лагоса с 1901 по 1925 и с 1931 по 1932 год, сын короля Досунму.

## Правление
После смерти Ойекана I в 1901 году были проведены выборы между претендентами — принцами Жозе Давуду, Одунтаном, Адамаджаи и Эшугбайи Элеко. Последний победил, и его кандидатура позднее была утверждена британским колониальным правительством в Лагосе под руководством Уильяма МакГрегора.
В 1908 году губернатор Уолтер Эгертон предложил провести в городе водопровод стоимостью 130 000 фунтов стерлингов в целях улучшения санитарных условий, при этом строительство будет осуществляться за счёт лагосцев. Оба Элеко выступил против этого, отметив, что горожане могут жить за счёт воды из колодца, а водопровод нужен европейцам, поэтому пусть платят они. Несмотря на возражения, в Иджебе началось строительство, а король организовал акцию во главе 15 000 горожан у Дома правительства. Протестное движение переросло в беспорядки — европейские магазины в Лагосе были разграблены. В итоге, партия «Народный союз», учреждённая Джоном К. Рэндлом, Орисадипе Обаса и сэром Китое Аджаса сумела приостановить реализацию проекта, чем вызвала недовольство британцев как партией, так и королём.

### Столкновение с правительством
В 1919 году Эшугбайи Элеко назначил четырёх мусульман-джаматов на места проповедников в Центральной мечети. Колониальное правительство решило, что Оба перешёл границы своих полномочий — право таких назначений строго религиозное дело. Правительство, в свете этого и припоминая действия короля в вопросе проведения водопровода, отозвало своё признание Элеко Обой и приостановило выплату его пенсиона. Такие меры колониального правительства имела непреднамеренное последствие — повышения репутации Элеко в глазах лагосцев, потому что вожди йоруба и местные торговцы наводнили Элеко предложениями финансовой поддержки. Губернатор Хью Клиффорд немного позже, в этом же году, восстановил Эшугбаи Элеко в должности короля.

### «Дело Элеко»
Находясь в Лондоне, глава Нигерийской национально-демократической партии Герберт Маколей заявил, что Эшугбаи Элеко возглавляет 17 миллионов нигерийцев, а получает по договору, подписанному его отцом Досунму меньше, чем самый низкооплачиваемый европейский садовник. Маколей также отметил, что, хотя Досунму обещали пенсию, равную сумме чистого дохода колонии, обещание не было выполнено — по состоянию на 1920 год чистый доход Нигерии составлял 4 миллиона фунтов стерлингов! Маколей далее заявил, что владения Элеко в 3 раза превышают размер Великобритании. Колониальное правительство интерпретировало это заявление как объявление, что Элеко правит всей колонией. В результате правительство попросил Элеко публично опровергнуть заявление Маколея. Король выпустил опровергающий пресс-релиз, но правительство не было удовлетворено — от Элеко потребовали заявить, что он управляет Лагосом от имени короля Георга V. Тот отказался, и британцы вновь отозвали своё признание Эшугбайи Элеко Обой и приостановили выплату пенсиона.

### Смещение и депортация
Без сотрудничества Обы колониальное правительство не могло эффективно управлять Лагосом. Напряжённость сохранялась, и в конце концов, 6 августа 1925 года появилось предписание Элеко покинуть Лагос и переселиться в Ойо. Оба не выполнили приказ, и 8 августа 1925 года он был арестован и сослан в Ойо, а королём избран Ибикунле Акитойе. Пока Элеко находился в ссылке, его адвокаты продолжали бороться, и даже предстали перед Тайным советом в Великобритании, который издал директиву с просьбой пересмотреть решение о его депортации. Ввиду многолетнего изгнания поступки короля уже не выглядели столь неблагоприятными, а потому только что назначенный на пост губернатора сэр Дональд Кэмерон решил урегулировать этот вопрос вне суда — позволил Обе Эшугбаи Элеко вернуться. Следовательно, Кэмерон завоевал расположение многих лагосцев.

## Триумфальное возвращение
Обу Элеко по возвращении встретила ликующая толпа лагосцев, которая несла его во дворец. Элеко, переполненный эмоциями, упал в обморок, а когда пришёл в себя, начал петь песню, восхваляя своего покровителя и защитника Герберта Маколея. Короля Сануси Олуси «попросили» освободить Ига Идунгаран для Эшугбайи Элеко, а колониальное правительство выделило ему дом стоимостью 1000 фунтов стерлингов вдоль Брод-стрит, а также ежегодное пособие в размере 400 фунтов стерлингов для «успокоения».

## Смерть
Оба Эшугбайи Элеко скончался 24 октября 1932 года, похоронен в Ига Идунганран, а на трон был возведён Фалолу Досунму.